# PPKE BTK Vitéz János Tanárképző Központ
A Pázmány Péter Katolikus Egyetem BTK Vitéz János Tanárképző Központ Esztergom felsőfokú oktatási intézménye, amely a Várhegy lábánál áll. 2008. január 1-jén a Vitéz János Római Katolikus Tanítóképző Főiskola beolvadt a Pázmány Péter Katolikus Egyetembe. A PPKE BTK Vitéz János Tanárképző Központ 2013. július 1-én a Nemzeti felsőoktatásról szóló 2011. évi CCIV-es törvénynek eleget téve jött létre.

## Története

### Mesterképzőtől a főiskoláig
Elődjét, az Esztergomi Érseki Mesterképzőt Kopácsy József esztergomi érsek alapította 1842 novemberében. Ekkor csak 10 hónapos volt a képzési idő, ami az 1924/25-ös tanévtől emelkedett öt évre. A mai főépületet 1929-ben építették a prímácia telkén. Terveit, amelyet Quittner Ervin műépítész készített, 720 forinttal támogatta Csernoch János prímás. 1929-30-ban költözött ide a mesterképző. Az építkezésekhez Klebelsberg Kuno vallás- és közoktatási miniszter 720 ezer pengőt adott. Az utca, ahol az új épület készült, akkor a Scitovszky utca nevet viselte, és csak később vette fel az iskola első igazgatójának és érseki helynöknek, Majer Istvánnak a nevét. Az iskolát 1948-ban államosították. A felsőfokú tanítóképzés 1959-től indult meg, főiskolává pedig 1976-ban vált az intézmény. 1989-ben felvette Vitéz János érsek nevét. 1993-ban az Esztergom-Budapesti érsekség visszakapta a főiskolát. 2006-ban egyes részei átköltöztek a frissen felújított Ószeminárium épületébe, ahol 8 új tanteremmel bővült az intézmény.

### Beolvadás a Pázmány Péter Katolikus Egyetembe

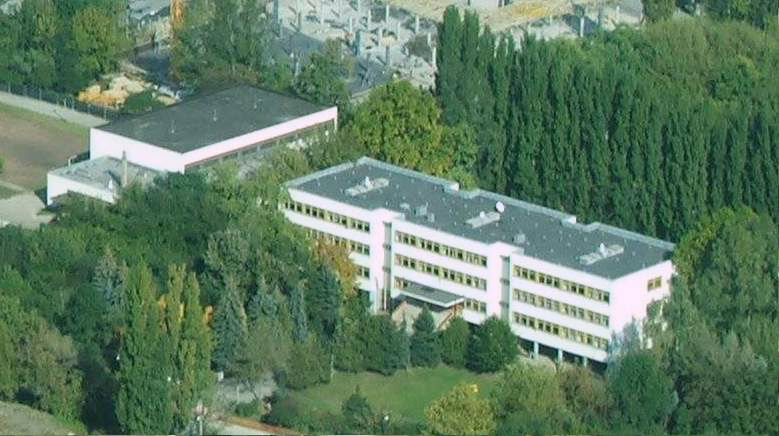
A „gyakorló iskola”

A 2005-ös tanévnyitón Erdő Péter bíboros, prímás, esztergomi érsek jelentette be a két intézmény egyesítésének szándékát. A főiskola szenátusa 2006. január 31-én határozta el, hogy kezdeményezik az integrációt. A Pázmány Péter Katolikus Egyetem fenntartója a Magyar Katolikus Püspöki Konferencia, a főiskoláé a főegyházmegye. Mivel Erdő ragaszkodott ahhoz, hogy az egyházmegyének továbbra is legyen fenntartói joga az újonnan létrejött karban, így az intézmény közös fenntartásba került, a Prímás-szigeti gyakorló iskola munkaadói szempontból a PPKE rektorátusához került, a közel százezres könyvtár pedig kari könyvtár lett. A beolvadásra 2008. január 1-jén került sor, így hallgatói már egyetemi diplomát kapnak.

## Kollégium
A kollégium a főépület mellett, a Batthyány Lajos utca 6. szám alatt található.
A kollégiumban 244 férőhely áll a hallgatók rendelkezésére. A kollégium 56 háromágyas, 38 kétágyas szobával, folyosón lévő vizesblokkal, szintenként társalgóval, valamint két konyhával, két mosókonyhával rendelkezik. A kollégiumban a rendelkezésre álló WIFI hálózatra a hallgatók saját számítógépeikkel is csatlakozhatnak.
A kollégium lehetőséget kíván biztosítani a nappali és a levelező képzésben résztvevők számára a tanulásra, szemináriumi és egyéb dolgozatok elkészítésére, pihenésre, kikapcsolódásra. Éjszakai portaszolgálat segíti a hallgatók biztonságos, nyugodt pihenését.
Az épület központi fekvéséből következően páratlan lehetőség nyílik gyalogos, kerékpáros kirándulásokra, a város és a környék nevezetességeinek megismerésére.
A kollégiumba felvehető mindenki, aki hallgatói jogviszonyt létesített és kollégiumi felvételi kérelmet nyújtott be a PPKE-re, függetlenül attól, hogy milyen tanulmányi rend szerinti képzésben vesz részt.

## Képzések
- A PPKE BTK esztergomi képzési helyszínen lévő képzések a 2013/2014-es tanévben:

Andragógia alapképzési szak nappali és levelező tagozaton, mesterképzési szak levelező tagozaton
Kommunikáció- és médiatudomány alapképzési szak levelező tagozaton
Óvodapedagógus alapképzési szak nappali és levelező tagozaton
Német nemzetiségi óvodapedagógus szakirány nappali tagozaton
Tanító alapképzési szak nappali tagozaton
Német nemzetiségi tanító szakirány nappali tagozaton
Szociálpedagógia alapképzési szak nappali és levelező tagozaton
Német nemzetiségi tanító szakirányú továbbképzési szak
Szlovák nemzetiségi tanító szakirányú továbbképzési szak
Szlovák nemzetiségi óvópedagógus szakirányú továbbképzési szak
Idegenforgalmi szakmenedzser felsőfokú szakképzés
- Képzések a 2014/2015-ös tanévben

A PPKE BTK Vitéz János Tanárképző Intézet esztergomi képzési helyére  2014-ben csak tanító alapképzési szakra és óvodapedagógus alapképzési szakra lehetett jelentkezni. A fenti felsorolásban szereplő további szakokon már vagy nem, vagy csak kifutó jelleggel folyik Esztergomban képzés.

## Tanszékek
- Felnőttképzési és Művelődési Tanszék
- Óvó-és Tanítóképző Tanszék
- Tanárképző Tanszék

## Jeles tanárai, diákjai
- Jakobi Anna Mária festőművész
- Török Ferenc filmrendező